# Sanger (krater)
Sirani är en nedslagskrater med en diameter på 83 kilometer, på planeten Venus. Sirani har fått sitt namn efter den amerikanska sjuksköterskan Margaret Sanger.